# Pandanus spinulosus
Pandanus spinulosus är en enhjärtbladig växtart som först beskrevs av Henry Nicholas Ridley, och fick sitt nu gällande namn av Harold St.John. Pandanus spinulosus ingår i släktet Pandanus och familjen Pandanaceae. Inga underarter finns listade.